# Качановский, Пётр
Пётр Францишек Качановский (пол. Piotr Franciszek Kaczanowski; 24 февраля 1943, Жуцево, нацистская Германия — 5 апреля 2015, Краков, Польша) — польский археолог, профессор, хабилитированный доктор, бывший декан исторического факультета Ягеллонского университета (1999—2005).

## Биография
Ученик Казимежа Годловского. В 1993 г. защитил диссертацию на степень хабилитированного доктора по теме «Импорт римского оружия на территории европейских варварских земель».
Археологическая специализация: поздняя доримская эпоха, область влияния римлян (пшеворская культура) и начальный этап великого переселения народов на территории центральной и восточной Европы, вооружение «варваров» Европы. Проводит, в частности, исследования критериев выделения товаров, импортированных из Рима, в том числе с использованием минералого-петрографических данных.
Качановский возглавлял исследовательский проект по раскопкам многокультурного поселения Якушовице, работает над комплексной монографией по захоронениям пшеворской культуры в Опатове.
Автор множества трудов по древнейшей истории Польши, в частности, в соавторстве с Я. К. Козловским и М. Парчевским.

## Избранные публикации
- Próba rekonstrukcji stosunków społecznych ludności terenu północno-wschodnich Niemiec w okresie wczesnorzymskim w świetle badań prowadzonych nad materiałami grobowymi, Prace Archeologiczne 10, 1968.
- Drochlin. Ciałopalne cmentarzysko kultury przeworskiej z okresu wpływów rzymskich, Kraków 1987.
- Importy broni rzymskiej na obszarze Europejskiego Barbaricum, Kraków 1992.
- Klasyfikacja grotów broni drzewcowej kultury przeworskiej z okresu rzymskiego, Kraków 1995.
- Wielka historia Polski t. 1, Najdawniejsze dzieje ziem polskich (do VII w.) (z J. K. Kozłowskim), Kraków 1998.
- Nowe znaleziska rzymskich mieczy z Barbaricum w świetle problemów konserwatorskich, [w:] Superiores barbari. Księga pamiątkowa ku czci Profesora Kazimierza Godłowskiego, red. R. Madyda-Legutko, T. Bochnak, Kraków 2000.
- Archeologia o początkach Słowian, red. Kaczanowski P., Parczewski M., Kraków 2001. ISBN 83-7188-892-9.
- Wielka Historia Swiata t. 3, Europa barbarzyńska, Kraków 2005.
- Importy broni rzymskiej na obszarze europejskiego Barbaricum (rozprawa).
- Tabula Imperii Romani (artykuły).
- Sprawozdania. Badania ratownicze przeprowadzone na stanowisku wczesnośredniowiecznym w Prałkowcach; powiat Przemyśl.